# Tratado de Saragoça (1529)

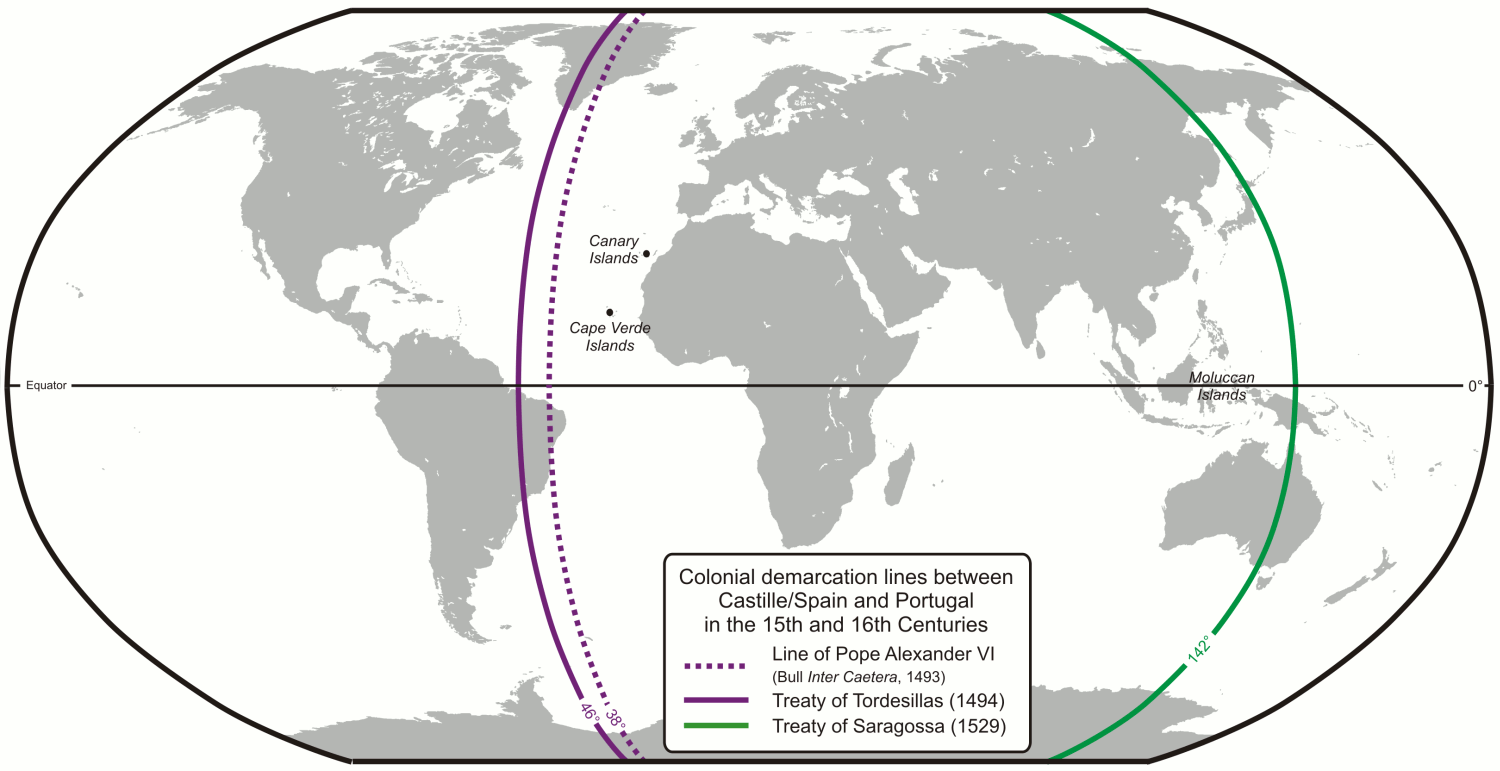
Meridiano de Tordesilhas (rosa) de 1494 e o seu antimeridiano (verde) estabelecido pelo Tratado de Saragoça em 1529.

O Tratado de Saragoça, também referido como Capitulação de Saragoça, foi um tratado de paz entre a Espanha e Portugal assinado em 22 de abril de 1529 pelo rei João III de Portugal e pelo imperador Carlos V (Carlos I de Espanha), na cidade aragonesa de Saragoça.
O tratado delimitava as zonas de influência portuguesa e castelhana na Ásia para solucionar a chamada "Questão das Molucas", em que ambos os reinos reclamavam para si aquelas ilhas, considerando-as dentro da sua zona de exploração estabelecida no Tratado de Tordesilhas de 1494. O conflito nascera em 1520, quando as explorações de ambos os reinos atingiram o oceano Pacífico, dado que não fora estabelecido um limite a leste.

## Antecedentes: a "Questão das Molucas"

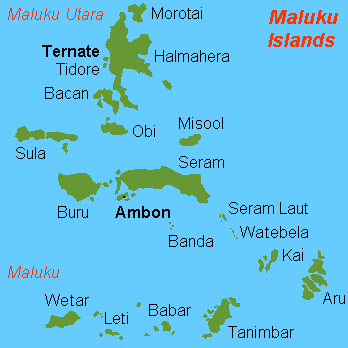
Mapa das ilhas Molucas, mostrando as ilhas Ternate e Tidore

Em 1494 Castela e Portugal firmaram o Tratado de Tordesilhas, que dividia o mundo em duas zonas de influência: a castelhana e a portuguesa. Este tratado definia um meridiano no oceano Atlântico, concedendo a parte ocidental a Castela e a oriental a Portugal.
Em 1511 Afonso de Albuquerque conquistou Malaca para Portugal, então o centro do comércio asiático. Aí, ao saber da localização até então secreta das chamadas "ilhas das especiarias" — as ilhas Banda, nas Molucas, única fonte mundial de noz moscada e cravinho e objectivo central das viagens no Índico — enviou uma expedição comandada por António de Abreu até Banda, onde foram os primeiros europeus a chegar no início de 1512. Abreu partiu depois para Ambão enquanto o seu vice-comandante Francisco Serrão naufragou junto a Ternate, onde obteve a autorização para construir um forte-feitoria português: o Forte de São João Baptista de Ternate, iniciado em 1522.
Cartas de Serrão a Fernão de Magalhães, seu amigo e possivelmente primo, descrevendo as "Ilhas das Especiarias", ajudaram Magalhães a persuadir a coroa Espanhola a financiar a sua viagem de circum-navegação. Em 1520, as ilhas Molucas, "berço de todas as especiarias", foram  visitadas pela frota de Fernão de Magalhães, vinda de oeste, ao serviço da Coroa de Castela ('Espanha'). Antes que os dois pudessem encontrar-se nas Molucas, Serrão morreu na ilha de Ternate, quase ao mesmo tempo em que Magalhães era morto em combate nas Filipinas.
Após a expedição de Magalhães (1519-1522), Carlos V enviou uma expedição comandada por García Jofre de Loaísa, para tomar e colonizar as ilhas, alegando que se encontravam na sua zona de demarcação do meridiano de Tordesilhas. A expedição chegou com dificuldade às Molucas, onde os espanhóis fundariam o forte de Tidore. O conflito com os portugueses já estabelecidos na ilha foi inevitável, resultando na derrota espanhola após um ano, e abrindo quase uma década de escaramuças pela sua posse.

## A Junta de Badajoz-Elvas
Em 1524 organizou-se a Junta de Badajoz-Elvas para solucionar a questão. Para determinar a localização correcta do antimeridiano de Tordesilhas, que dividiria o mundo em dois hemisférios equivalentes, cada coroa nomeou três astrónomos ou cartógrafos, três pilotos e três matemáticos, que se reuniram várias vezes em Badajoz e Elvas, sem chegar a acordo. Lopo Homem, cartógrafo e cosmógrafo português participou na Junta, tal como Diogo Lopes de Sequeira. A representação espanhola incluia o cartógrafo Diogo Ribeiro. Sobre esta Junta existe na Torre do Tombo uma carta de autoria de Lopo Homem, aludindo à querela entre os dois soberanos acerca dos direitos que cada um tinha a determinadas terras e navegações.
Os meios da época eram insuficientes para o cálculo exacto da longitude e cada grupo atribuía as ilhas aos respectivos soberanos. D. João III e Carlos V acordaram em não enviar mais ninguém buscar especiarias às Molucas enquanto não se esclarecesse em que hemisfério se encontravam as ilhas.
Entre 1525 e 1528 foram enviadas várias expedições portuguesas para conhecer o território. Gomes de Sequeira e Diogo da Rocha foram enviados pelo governador de Ternate Jorge de Meneses ao norte das Molucas, sendo os primeiros europeus a chegar às Ilhas Carolinas, que então nomearam "Ilhas de Sequeira". Em 1526 Jorge de Meneses aportou na ilha Waigeo na Papua-Nova Guiné.
A 11 de Março de 1526, Carlos V casou-se com Isabel de Portugal, reforçando os laços entre as coroas e facilitando o acordo sobre as Molucas. Era do interesse do imperador evitar problemas para poder centrar-se na política europeia. Além disso, os espanhóis ainda não sabiam como transportar as especiarias das Molucas para a Europa navegando para o Oriente (a rota Manila-Acapulco seria descoberta por Andrés de Urdaneta apenas em 1565).

## O tratado
Pelo Tratado de Saragoça definiu-se a continuação do meridiano de Tordesilhas no hemisfério oposto, a 297,5 léguas do leste das ilhas Molucas, cedidas pela Espanha mediante o pagamento, por Portugal, de 350 000 ducados de ouro. Ressalvava-se que em todo o seu tempo se o imperador ou sucessores quisessem restituir aquela avultada quantia, ficaria desfeita a venda e cada um "ficará com o direito e a acção que agora tem".
Como é evidente, tal nunca sucedeu, até porque o imperador precisava desesperadamente do dinheiro português para financiar as suas guerras contra o seu arqui-rival Francisco I  e a Liga de Cognac que o suportava.
A delegação portuguesa enviada por D. João III incluía, entre outros, António de Azevedo Coutinho, Diogo Lopes de Sequeira, Lopo Homem e Simão Fernandes. Foram plenipotenciários, por parte de Portugal, António Azevedo Coutinho e, por parte de Espanha, Mercurio de Gatinara, conde Gatinara, Garcia de Loyosa, bispo de Osma, e Garcia de Padilla, comendador de Calatrava.
Medições posteriores comprovaram que, pelo antimeridiano de Tordesilhas, as ilhas Molucas, bem como as Filipinas, encontravam-se em território pertencente a Portugal, o que de pouco adiantou já que durante o século XVII essas disputadas ilhas acabariam em mãos neerlandesas em troca das capitanias da Nova Holanda (Itamaracá, Paraíba e Pernambuco). A perda das Molucas posteriormente também representaria o início da expansão do poderio neerlandês no sudeste asiático.